# Dobieszczyzna (gromada)
Dobieszczyzna – dawna gromada, czyli najmniejsza jednostka podziału terytorialnego Polskiej Rzeczypospolitej Ludowej w latach 1954–1972.
Gromady, z gromadzkimi radami narodowymi (GRN) jako organami władzy najniższego stopnia na wsi, funkcjonowały od reformy reorganizującej administrację wiejską przeprowadzonej jesienią 1954 do momentu ich zniesienia z dniem 1 stycznia 1973, tym samym wypierając organizację gminną w latach 1954–1972.
Gromadę Dobieszczyzna z siedzibą GRN w Dobieszczyźnie utworzono – jako jedną z 8759 gromad na obszarze Polski – w powiecie jarocińskim w woj. poznańskim, na mocy uchwały nr 22/54 WRN w Poznaniu z dnia 5 października 1954. W skład jednostki weszły obszary dotychczasowych gromad Dobieszczyzna, Ludwinów i Prusinów ze zniesionej gminy Żerków, obszar dotychczasowej gromady Sierszew oraz niektóre parcele z karty 11 obrębu Pieruszyce z dotychczasowej gromady Pieruszyce ze zniesionej gminy Czermin, wreszcie obszar dotychczasowej gromady Lubinia Mała ze zniesionej gminy Kotlin – w tymże powiecie. Dla gromady ustalono 25 członków gromadzkiej rady narodowej.
31 grudnia 1971 gromadę zniesiono, a jej obszar włączono do gromady Żerków w tymże powiecie.